# Vitalij Anikeenko
Vitalij Sergeevič Anikeenko (in russo Виталий Сергеевич Аникеенко?, traslitterazione anglosassone Vitaly Sergeyevich Anikeyenko; Kiev, 2 gennaio 1987 – Jaroslavl', 7 settembre 2011) è stato un hockeista su ghiaccio russo, scomparso nell'incidente aereo che ha coinvolto la Lokomotiv Jaroslavl', squadra della Kontinental Hockey League.

## Carriera

### Club
Nato a Kiev, Anikeenko iniziò la propria carriera nell'hockey su ghiaccio nella seconda squadra della Lokomotiv Jaroslavl', militante nella terza divisione russa, la Pervaja Liga. Dal 2002 al 2007 disputò in totale 131 partite, con 9 reti e 31 assist forniti. Fu scelto inoltre nel 2005 dagli Ottawa Senators, squadra della National Hockey League.
Anikeenko esordì nella Superliga russa nella stagione 2005-2006, esordendo con 27 partite disputate ed un assist. Nel corso del campionato 2007-2008 fu ceduto in prestito al Metallurg Novokuzneck per 10 partite, nelle quali totalizzò due punti. Dalla stagione successiva, nella quale nacque la Kontinental Hockey League, Anikeenko ritornò nella rosa della Lokomotiv Jaroslavl'. Al termine della stagione 2010-2011 aveva toccato le 296 presenze, con 21 reti e 51 assist, per un totale di 72 punti.

### Nazionale
In nazionale Anikeenko esordì nel 2003 con la selezione Under-18, in occasione del Campionato mondiale U18, dove la nazionale russa conquistò la medaglia di bronzo. Con la selezione Under-20 invece prese parte al Campionato mondiale U20 del 2007, nella quale la Russia conquistò l'argento. Anikeenko vinse il premio speciale per il miglior rapporto plus/minus, con un totale di +6.

## Incidente aereo
Il 7 settembre 2011 Anikeenko perse la vita quando un Yakovlev Yak-42, che portava a bordo l'intera squadra e lo staff della Lokomotiv, si schiantò al suolo nei pressi di Jaroslavl'. Il volo era diretto a Minsk, dove era in programma l'incontro d'esordio della stagione 2011-12. Delle 45 persone a bordo dell'aereo sopravvisse solo l'ingegnere di volo Aleksandr Sizov.

## Palmarès

### Individuale
- Miglior rapporto +/- del Campionato mondiale U20: 1

Svezia 2007 (+6 punti)